# イ・セラ
李世拏（イ・セラ、朝鮮語: 이세라、1987年 3月18日 〜 ）は、大韓民国の韓国放送公社 (KBS) 所属の気象キャスター。

## 学歴
- 2000年、光州龍鳳初等学校（朝鮮語版）卒業
- 2003年、全南中学校（朝鮮語版）卒業
- 2006年、安養芸術高等学校（朝鮮語版） 文芸創作科 卒業
- 2010年、東国大学校 国語国文学科 学士(2006学番)
- 梨花女子大学校 大学院 美術史学 修士 課程

## 経歴
- 2012年、KBS 気象キャスター